# Udak Melomata
Udak Melomata is een bestuurslaag in het regentschap Lembata van de provincie Oost-Nusa Tenggara, Indonesië. Udak Melomata telt 233 inwoners (volkstelling 2010).